# Hogna ingens
Hogna ingens är en spindelart som först beskrevs av John Blackwall 1857.  Hogna ingens ingår i släktet Hogna och familjen vargspindlar.
Artens utbredningsområde är Madeira. Inga underarter finns listade i Catalogue of Life.